# Fundamentele natuurkracht

Bosonen brengen de vier fundamentele natuurkrachten over

In de natuurkunde zijn vier fundamentele natuurkrachten bekend. Alle krachten volgen uit de vier fundamentele krachten. In volgorde van afnemende sterkte zijn dit:
|                           | Relatieve magnitude | Reikwijdte | Omschrijving                                      | Overgebracht door         |
| ------------------------- | ------------------- | ---------- | ------------------------------------------------- | ------------------------- |
| Sterke kernkracht         | 1040                | 1/r7       | houdt protonen en neutronen in de kern bij elkaar | gluonen                   |
| Elektromagnetische kracht | 1038                | 1/r2       | krachten tussen geladen deeltjes                  | fotonen                   |
| Zwakke kernkracht         | 1015                | 1/r5 - 7   | speelt een rol in diverse vervalprocessen         | W-bosonen en Z-bosonen    |
| Zwaartekracht             | 1                   | 1/r2       | houdt materie op grote schaal bij elkaar          | gravitonen (hypothetisch) |

De zwaartekracht is van deze krachten verreweg de zwakste. Toch is de zwaartekracht in het dagelijks leven de enige belangrijke kracht, zolang men zich niet op het terrein van de elektrotechniek en de kernfysica begeeft. Dat komt doordat de beide kernkrachten alleen op korte afstand werken. En wat de elektromagnetische kracht betreft: deze zorgt ervoor dat positief en negatief geladen deeltjes bij elkaar komen waardoor een lichaam nooit sterk geladen kan zijn.
In de theoretische natuurkunde tracht men deze vier krachten te verenigen in één theorie. De vereniging van de elektromagnetische en de zwakke kracht is onomstreden. De combinatie van de sterke kracht met deze twee krachten (de zogenaamde GUT, Grand Unification Theory) is goed onderweg, hoewel er nog geen spoor van experimenteel bewijs is. De combinatie van de zwaartekracht en de andere krachten (genaamd de Theorie van alles), is echter nog steeds problematisch, omdat de zwaartekracht door de algemene relativiteitstheorie wordt beschreven, en de andere krachten door de kwantumtheorie, en die zijn moeilijk te verenigen. Theorieën die hier mogelijk een oplossing bieden, zijn de snaartheorie en de loop-kwantumzwaartekracht.